# Пер Ґінт
«Пер Ґінт», також «Пер Ґюнт» (норв. Peer Gynt, [ˈpæːr ˈɡʏnt]) — віршована п'єса у п'яти діях норвезького письменника Генріка Ібсена. Одна з найвідоміших норвезьких п'єс. Сюжет розповідає про подорож головного героя від норвезьких гір до північноафриканської пустелі й назад.
Ібсен написав п'єсу навмисно нехтуючи звичними для драматургії XIX століття правилами сценічного мистецтва. Сорок сцен твору розкуто переміщуються в часі та просторі між свідомістю та несвідомим, змішуючи фольклорні фантазії та несентиментальний реалізм. Реймонд Вільямс порівнював Пера Ґінта з ранньою драмою Августа Стріндберга «Lucky Peter's Journey» (1882) стверджуючи, що обидві постановки відкрили новий вид драматичного дійства, що виходить за межі можливостей тогочасного театру; вони створили «послідовність образів мови та візуальної композиції», яка «стала технічно можливою лише з появою кіно».
Ібсен вважав, що норвезька казка Пер Ґінт, якою він частково надихався для написання п'єси, складена на основі реальних подій. Також він писав, що використовував спогади дитинства про власну родину «як певний прообраз» для родини Ґінтів; визнавши, що образ Ози — матері Пера Ґінта — заснований на його власній матері, Маріхен Альтенбург. Широко поширена думка, що образ батька Пера Ґінта — Йона Ґінта, заснований на батькові Ібсена — Кнуді Ібсені. Автор також надихався збіркою Петера Крістена Асбйорнсена «Норвезькі народні казки» (1845).
П'єса була написана в Італії, а перший тираж в 1250 примірників було надруковано 14 листопада 1867 року данським видавцем Gyldendal у Копенгагені. Хоча перша партія книг швидко розійшлася, перевидання у 2000 примірників, яке вийшло всього через чотирнадцять днів, розпродалось лише через сім років.Тогочасні Данія та Норвегія мали здебільшого ідентичне письмо на базі данської, але Ібсен написав п'єсу дещо модернізованою дансько-норвезькою мовою, яка включала різні норвезькі слова.
Пер Ґінта вперше було виконано у Християнії (нині Осло) 24 лютого 1876 року з оригінальним музичним супроводом, написаним Едвардом Грігом. Композиції «У печері гірського короля» та «Ранковий настрій», написані для п'єси, входять до числа найвідоміших класичних творів сьогодення. Невдовзі твір було перекладено та опубліковано німецькою (1881), англійською (1892) та французькою (1896) мовами. В двадцять першому столітті п'єса не втратила актуальності і широко виконується по всьому світу, як у традиційних, так і в сучасних експериментальних постановках.
Видатний норвезький письменник Б'єрнстьєрне Б'єрнсон захоплювався «сатирою на егоїзм, обмеженість і самовпевненість норвежців», назвавши п'єсу «прекрасною». В той же час Ганс Крістіан Андерсен, Георг Брандес і Клеменс Петерсен, як і тогочасна широка публіка, поставились до твору здебільшого негативно. Петерсен написав, що п'єса не була поетичною. Розгніваний критикою, зокрема від Петерсена, Ібсен став на захист п'єси, стверджуючи, що вона «є поетичною; а якщо і ні, то стане такою. Концепція поетичності в нашій країні, в Норвегії, сформується відповідно до цієї книги.». Незважаючи на ці слова, «Пер Ґінт» була його останньою віршованою п'єсою; починаючи з «Союзу молоді» (1869) і далі, Ібсен писав драми лише в прозі.

## Дійові особи
| - Оза, селянка, вдова - Пер Ґінт, її син - Дві старі жінки з мішками зерна - Аслак, коваль - Весільні гості, кухар, музики і т. д. - Пара переселенців - Сольвейґа і мала Гельґа, їхні дочки - Фермер із Геґштаду - Інґрід, його дочка - Жених з батьками - Три пастушки - Жінка в зеленій сукні, принцеса тролів - Дід з Довру, король тролів - Придворний троль - Багато інших тролів - Молоді тролі обох статей - Відьми, домовики лісовики, гноми - Потвора - Бойґ, голос з пітьми - Крики птахів | - Карі, жінка - Містер Котон, месьє Бальон, панове фон Еберкопф і Трумпетерштрале, подорожні - Злодій і укривач - Анітра, дочка вождя бедуїнів - Араби, рабині, танцівниці і т. д. - Колос Мемнона (співаючий) - Сфінкс з Гізи (без слів) - Богрінфельфельд, професор, доктор філософії, директор прибіжища для божевільних в Каїрі - Гугу, реформатор малабарської мови - Хуссейн, східний міністр - Фелах з королівською мумією - Божевільні і їхні доглядачі - Норвезький капітан корабля і його команда - Невідомий пасажир - Пастор - Натовп на похоронах - Урядник - Майстер з виробництва ґудзиків - Худа постать |

## Сюжет

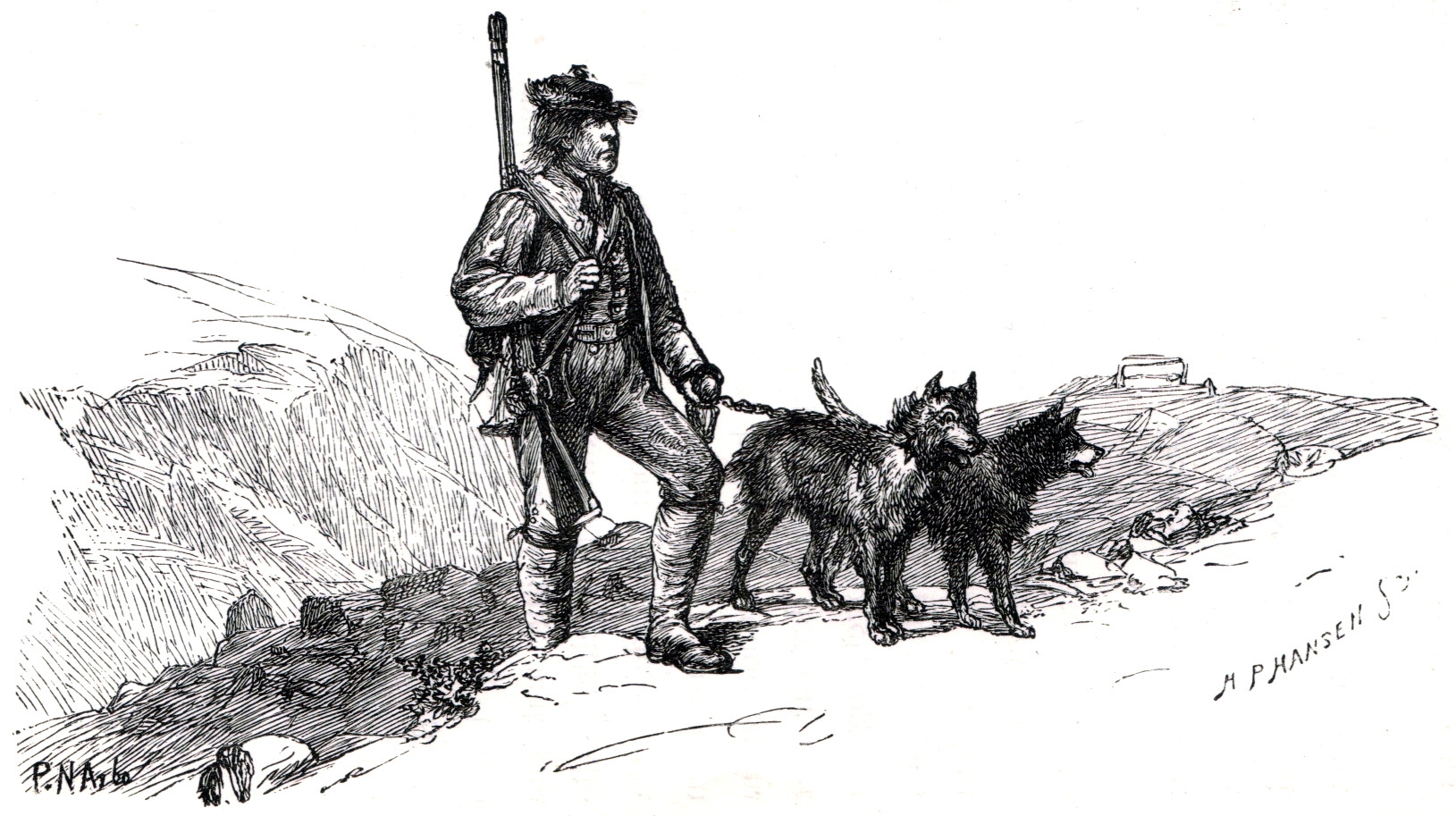
Ілюстрація до норвезької народної казки «Пер Ґінт», на якій частково заснована п'єса

Перша дія. Молодий Пер Ґінт живе зі своєю матір'ю Озою. Його батько був капітаном, але покинув родину. Пер Ґінт веде легковажне життя та якось вигадує для матері історію, нібито ловив прекрасного оленя, коли та запитує де він був і чому його одяг порваний. Мати розуміє, що син лише переповів народний переказ, зробивши головним героєм себе. Насправді він побився з сільським ковалем. Невдовзі він дізнається, що видна дівчина Інґрід виходить заміж. Він із заздрощів вирішує зірвати весілля, мати намагається його спинити, але марно. На весіллі Пер бачить дівчину Сольвейґу, до якої вирішує позалицятись. Її скромність пробуджує в нього совість, через це товариші глузують з нього. Розгніваний тим Пер Ґінт викрадає Інґрід і несе її в гори. Зрозумівши, що їй не зрівнятись з Сольвейґою, той відпускає її. Але слідом за Пером приходить розгніваний натовп, тому він ховається в лісі.
Друга дія. Пер знаходить прихисток у пастушок, які знайомі з лісовою нечистю — тролями, кобольдами й таким іншим. Він зустрічає доньку короля тролів — Доврського короля, на якій хоче одружитись і правити, як у своїх фантазіях. Король погоджується за умови, що Пер стане тролем, для чого начепить собі хвіст і вип'є «меду» — насправді рідких кізяків. Як виявляється, у володіннях Доврського короля все потворне, але той пропонує замінити очі і тоді Пер бачитиме все навпаки — потворне прекрасним, а прекрасне потворним. Пер зустрічає істоту Бойґа, котра не схожа ні на що. На питання хто вона, істота відповідає «Я сам». Пер кохається з лісовою принцесою, але відмовляється поміняти очі, тоді нечисть нападає на Пера. Та дзвін церковного дзвона відлякує чудовиськ і Пера знаходять мати та Сольвейґа.
Третя дія. Тепер Пер перебуває в розшуку і лишається жити в лісі, де будує собі хатку. Сольвейґа тікає від батьків і вирішує жити з Пером. Донька короля тролів вимагає аби Пер прогнав Сольвейґу і жив із нею, бо вона народила від нього сина. Пер, нічого не сказавши Сольвейзі, залишає її. Він відвідує матір, яка вірить, що її син добра людина, і помирає. Пер тікає з країни.
Четверта дія. Минає багато років, Пер Ґінту вже 50 років, він заможний купець. У Марокко він зустрічає поважних людей, яким розповідає про свої успіхи. Заздрісний партнер викрадає в нього яхту, навантажену зброєю, котра, відпливши, вибухає. Пер опиняється ні з чим і потрапляє в пустелю. Там він марить про те, як створить тут родючу країну й заселить її норвежцями. Йому щастить знайти викраденого грабіжниками коня з шатами. Відібравши його, Пер Ґінт дістається до оазису, де його багатством намагається заволодіти тамтешня зваблива жителька. Йому вдається втекти та дістатися до Єгипту. Сфінкс нагадує Перу лісового короля. Він розповідає про це місцевому жителю Богрінфельфельду, котрий виявляється керівником божевільні. Він обманом приводить Пера туди, де показує інших божевільних, які вважають себе видатними особами. У колі тих, хто живе мареннями, Богрінфельфельд «коронує» Пера Ґінта солом'яним вінком.
П'ята дія. Ще за кілька років Пер Ґінт повертається в Норвегію. На кораблі його переслідує таємничий пасажир, який віщує, що скоро Пер помре. Той вбачає у ньому диявола. Корабель тоне, та Перу вдається вхопитися за човен та вибратись на берег. Він дізнається про долю знайомих та впізнає деяких. Ніхто проте не впізнає Пера, крім майстра з виробництва ґудзиків. Той каже, що Пер скоро помре, а його душа буде перелита в ґудзик. Не зробивши ні великого добра, ні великого зла, Пер ніколи не був самим собою, тому не вартий ні Раю, ні Пекла. Пер просить у майстра дати йому час зробити яке-небудь добро і той відпускає його.
Пер заходить до лісу, де знаходить свою хатинку. Там він зустрічає Сольвейґу, яка все життя чекала на його повернення. Пер розуміє, що мати і Сольвейґа врятували його своєю любов'ю, бо для них він завжди був доброю людиною. Майстер ґудзиків зникає зі словами, що поки йому нічого сказати.

## Історія створення п'єси «Пер Ґінт»
У 1864 році Генрік Ібсен одержав письменницьку стипендію і поїхав до Італії разом із сім'єю, де протягом двох років пише дві п'єси — «Бранд» (1865) і «Пер Ґінт» (1867). У театрознавства прийнято розглядати ці п'єси комплексно, як дві альтернативні трактування ідеї самовизначення і реалізації людської особистості.

## Переклади українською
- Вільям Шекспір / Йоганн Вольфґанґ Ґете / Генрік Ібсен. Шедеври світової драматургії. Переклад з англійської/німецької/норвезької, передмова та коментарі: Ростислав Коломієць. Харків: Фоліо, 2010. 636 стор. (Українська література. Колекція). ISBN 978-966-03-4816-5
  - Вільям Шекспір. Трагічна історія Гамлета, принца Данського
  - Йоганн Вольфґанґ Ґете. Фауст
  - Генрік Ібсен. Пер Ґюнт
- Генрік Ібсен. Пер Ґінт. Переклад з норвезької: ?. Шляхи. Число 3, 1918.
- Генрік Ібсен. Пер Ґінт (драматична поема). Переклад з норвезької: Микола Голубець. Львів-Київ: Видавнича спілка «Нові Шляхи». Новітня бібліотека ч. 39. 1921. 143 стор (завантажити)

## Пер Ґінт на українській сцені
- Сумський національний академічний театр драми та музичної комедії ім. М. С. Щепкіна. Прем'єра відбувась в жовтні 2019 року. Режисер — Роман Козак. Вистава має підзаголовок — Сповідь загубленого «Я».

- Національний академічний драматичний театр імені Івана Франка. Прем'єра відбулась 10 квітня 2021 року. Режисер-постановник — Іван Уривський[20].